# Gregory Springer
Gregory Thomas Springer (født 13. februar 1961 i Los Angeles, Californien, USA) er en amerikansk tidligere roer.
Springer vandt en sølvmedalje i firer med styrmand ved OL 1984 i Los Angeles. Thomas Kiefer, Michael Bach, Edward Ives og styrmand John Stillings udgjorde bådens øvrige besætning. I finalen blev den amerikanske båd besejret af Storbritannien, der vandt guld, mens New Zealand fik bronze. Han deltog også ved OL 1992 i Barcelona, som del af den amerikanske dobbeltfirer, der dog ikke nåede finalen.

## OL-medaljer
- 1984:  Sølv i firer med styrmand